# Специалист (звание)
Специалист (аббревиатура по-английски — «SPC») — самое старшее воинское звание рядового состава военнослужащих в Армии США. 
Специалист следует после рядового первого класса и эквивалентно капралу, но, в отличие от него, специалисты не считаются военнослужащими сержантского состава. При поступлении на службу звание специалиста автоматически присваивается выпускникам колледжей после четырёхлетнего обучения, кандидатам в офицеры и людям с гражданскими профессиями.
Кроме США, это звание существует в вооружённых силах Сингапура.

## Система званий
В 1920 году воинские звания и система оплаты военнослужащим подверглись капитальному изменению. Все звания срочнослужащих и находящихся в запасе были уменьшены с 128 различных званий до 7 званий и 6 рангов, которые были пронумерованы в порядке старшинства, от 6 ранга (самого низкого) до 1 ранга (самого высокого).

## Рядовой / Специалист
С 1920 года до 1942 год существовало звание, обозначаемое как «Рядовой / Специалист» (или просто «Специалист»), которое разделялось на 6 рангов (самым низким был 6 ранг, а самым высоким — 1 ранг). Звание считалось равным рядовому первого класса.

## Техник
После 30 июня 1942 года звание специалиста больше не присваивалось и было заменено на звание техника, введённое 8 января 1942 года. По сравнению со специалистами техники имели большие полномочия, так как принадлежали скорее к сержантскому составу нежели к рядовому. Звание было полностью отменено 1 августа 1948 года.

## Специалист
В 1955 году звание техника было вновь введено как «Специалист» и имело 6 рангов. До 1985 года количество рангов часто менялось, пока не остался лишь один, который и был переименован в современное звание «Специалист».